# Nestřílejte!
Nestřílejte! (nizozemsky Niet schieten) je vlámský (belgický) dramatický film z roku 2018 režírovaný Stijnem Coninxem. Film pojednává o posledním ze série brutálních přepadení v Belgii z dílny tzv. Brabantských zabijáků a o probíhajícím vleklém vyšetřování událostí, které ani po desítkách let nevedlo k dopadení pachatelů.